# Jérôme-Adolphe Chicoyne
 (avril 2022).
Si vous disposez d'ouvrages ou d'articles de référence ou si vous connaissez des sites web de qualité traitant du thème abordé ici, merci de compléter l'article en donnant les références utiles à sa vérifiabilité et en les liant à la section « Notes et références ».
Jérôme-Adolphe Chicoyne, né à Saint-Pie-de-Bagot, Québec, Canada, le 22 août 1844 et mort à Saint-Hyacinthe, le 30 septembre 1910, à 66 ans, est un homme politique québécois ayant été maire de Sherbrooke et député de Wolfe à Québec. 
Par son exemple personnel et par ses activités au service des intérêts spirituels et nationaux de ses compatriotes, spécialement dans la colonisation des Cantons de l'Est, il a été, pendant près de quarante ans, entre 1868 et 1900, un catholique militant selon toute la force du terme, le bonus miles Christi dont parle Saint-Paul. 

## Biographie
Le premier ancêtre de la famille Chicoyne au pays, Pierre Chicoyne, était venu en la Nouvelle-France avec Chomedey de Maisonneuve, le fondateur de Montréal en  1642.  Le jeune Adolphe, comme on l'appelait chez les siens et dans son village, quand il eut fait ses années d'école, entra, à 11 ans, en 1855, au séminaire de Saint-Hyacinthe, et il y suivit toutes les classes du cours classique. En 1868, il était admis au barreau, et il pratiqua sa profession d'avocat à Saint-Hyacinthe jusqu'en 1872. En 1868 également, il épousa Caroline Perrault, fille unique d'Elie Perrault, des Perrault de Saint-Antoine-sur-Richelieu, dont il n'eut qu'une fille qui ait vécu jusqu'à l'âge adulte.
En 1872, l'avocat Chicoyne accepta la position d'agent de la colonisation de la province de Québec, et il alla s'établir dans les Cantons de l'Est, d'abord à La Patrie, puis à Sherbrooke, ou il contribua à fonder la Compagnie de colonisation et de crédit des Cantons de l'Est. Dès ses années d'étudiant, il s'était occupé de journalisme au Courrier de Saint-Hyacinthe et à L'Opinion Publique de Montréal. À Sherbrooke, en 1886, il fonda[Information douteuse] Le Pionnier de Sherbrooke, qu'il dirigea et rédigea, presque seul, avec sa femme, personne très cultivée, jusque vers 1900. Élu au conseil de la ville de Sherbrooke en 1889, Chicoyne en fit partie six ans, et, de 1890 à 1892, il est le deuxième maire canadien-français de la ville. Député provincial de Wolfe en 1892, il siégea douze ans, jusqu'en 1904, à l'Assemblée législative du Québec. 
Chicoyne n'avait que 60 ans, en 1904, quand la paralysie, bientôt compliquée d'une surdité quasi complète et de la perte à peu près totale de l'usage de la parole, le contraint, lui pourtant si robuste et si actif, à une sorte de réclusion. Il revint alors se fixer à Saint-Hyacinthe, où, entouré heureusement de l'affection de sa femme et de sa fille, mais réduit presque à l'inactivité, il vécut ses dernières années. Ne pouvant plus entendre, ni parler, il continua toutefois à écrire. Le Courrier de Saint-Hyacinthe et quelques journaux et revues de Montréal eurent ainsi, avec ses derniers articles, ses derniers efforts pour le soutien ou la défense des grandes causes qui lui étaient chères. Le 30 septembre 1910, il est mort de la maladie dont il souffrait depuis six ans. Il avait 66 ans.
Gros et court, trapu et comme ramassé sur lui-même, fortement musclé et agile dans ses mouvements, le front prématurément chauve, l'œil clair et perçant, constamment mobile sous le sourcil épais, la moustache coupée dru en brosse, Chicoyne avait l'air sérieux et avenant tout ensemble. Versé en toutes sortes de connaissances, notamment en celles de l'histoire et de la politique du pays, bon causeur, toujours affable et courtois, il était, dans la conversation, un partenaire attrayant, avec qui on ne s'ennuyait pas et auprès de qui on s'instruisait sans se lasser. Sage et discret, prudent et avisé, il passait pour être très minutieux au chapitre de l'économie et pas pour un sou dissipateur. 
Mais, dans le domaine des idées à répandre et des renseignements à donner, il était large et communicatif jusqu'à la prodigalité. Au Parlement, ses collègues, disait-on, l'appelaient couramment le Nestor de l'Assemblée législative, et, à Sherbrooke, il était le conseiller apprécié et estimé de beaucoup de gens, en particulier des jeunes. Écolier à Saint-Hyacinthe, il avait été, avec Mercier, De la Bruère, Ferdinand Gagnon, Oscar Dunn et Jules-Paul Tardivel, du groupe des fidèles disciples de l'abbé François Tétrault, un professeur et un directeur d'âmes qui a laissé là un souvenir inoubliable. Or, mieux que personne, il avait gardé quelque chose de l'esprit catholique et national de ce maître réputé.
Aussi, au cours de sa vie d'homme public, Chicoyne a-t-il joué, dans les affaires de la province, un rôle considérable et largement utile, bien que caché toujours sous le voile de la plus sincère modestie. Plus souvent qu'à son tour, il a dit le mot juste sur les questions les plus vitales. Il a attaché son nom à plusieurs projets de loi d'importance majeure. À la Chambre, on l'écoutait volontiers et tous, adversaires ou amis politiques, l'estimaient et le respectaient. Il était conservateur, du parti de Cartier et de Chapleau, et il ne s'en cachait pas. Mais, on le savait au-dessus des seuls intérêts de son parti et avant tout dévoué au bien public. C'était un penseur et un philosophe, un orateur convaincant sinon très brillant, un écrivain à la plume alerte et facile, toujours soigneusement documenté. Dans la région des Cantons de l'Est, de 1872 à 1900, il travailla avec un zèle inlassable à la grande et belle œuvre de la colonisation. Les pas et les démarches ne lui coûtaient pas. 
Il prit hardiment de nombreuses initiatives. Il publia maintes brochures, bien faites, solidement "charpentées", qu'on peut encore de nos jours consulter avec profit. Quatre fois, dans l'intérêt de cette œuvre de la colonisation, il fit le voyage d'Europe. La première fois, ce fut en 1880. Il donna des conférences et publia des études substantielles, sur les ressources du Canada, en Angleterre, en France, en Belgique, en Suisse et en Italie. Ayant fait le pèlerinage de Lourdes avec des citoyens de Nantes, il les intéressa à son œuvre, fonda et organisa avec quelques-uns d'entre eux la Compagnie nantaise de colonisation au Canada, dont les opérations se localisèrent, vers 1881, au Lac Mégantic et dans les environs. Le succès ne fut peut-être pas très brillant, mais l'effort était certainement des plus louables.
Sans cesse, en remplissant ses fonctions d'agent du gouvernement, Chicoyne eut le souci d'imprimer à ses fondations de centres divers un cachet nettement catholique. Comme le curé Labelle, dont il fut un peu l'émule laïque, sous la haute direction de Antoine Racine, et en collaboration avec les missionnaires ou les curés, il colonisait par la paroisse, la vraie cellule de la vie sociale chrétienne. À Sherbrooke, par son journal Le Pionnier, par son action comme conseiller et comme maire, par toutes ses activités en un mot, il se montra catholique à l'esprit large et conciliant pour les personnes, mais intransigeant sur les principes essentiels et, de même, patriote en tout et pour tout.
Pendant près de quarante ans, le labeur de Chicoyne, en somme suffisamment désintéressé en dépit de sa tendance outrée pour l'épargne et l'économie, fut de tous les jours et de tous les instants. De santé robuste alors, on aurait dit qu'il était infatigable et qu'aucune charge ne lui pesait. Travailleur méthodique et ordonné, il multipliait par là même sa puissance d'action. Devenu malade et perclus, il travailla encore, par la plume, dans sa retraite de Saint-Hyacinthe. Son dernier article, dans La Patrie de Montréal, parut le 17 septembre 1910, et il est mort le 30 septembre.